# 変更検査
変更検査（へんこうけんさ）とは、既に開設している無線局が、その設置場所を変更したり無線設備を変更（改造・取替・増設・撤去など）した場合に、電波法第18条に基づき総務大臣が行う無線設備の検査である。

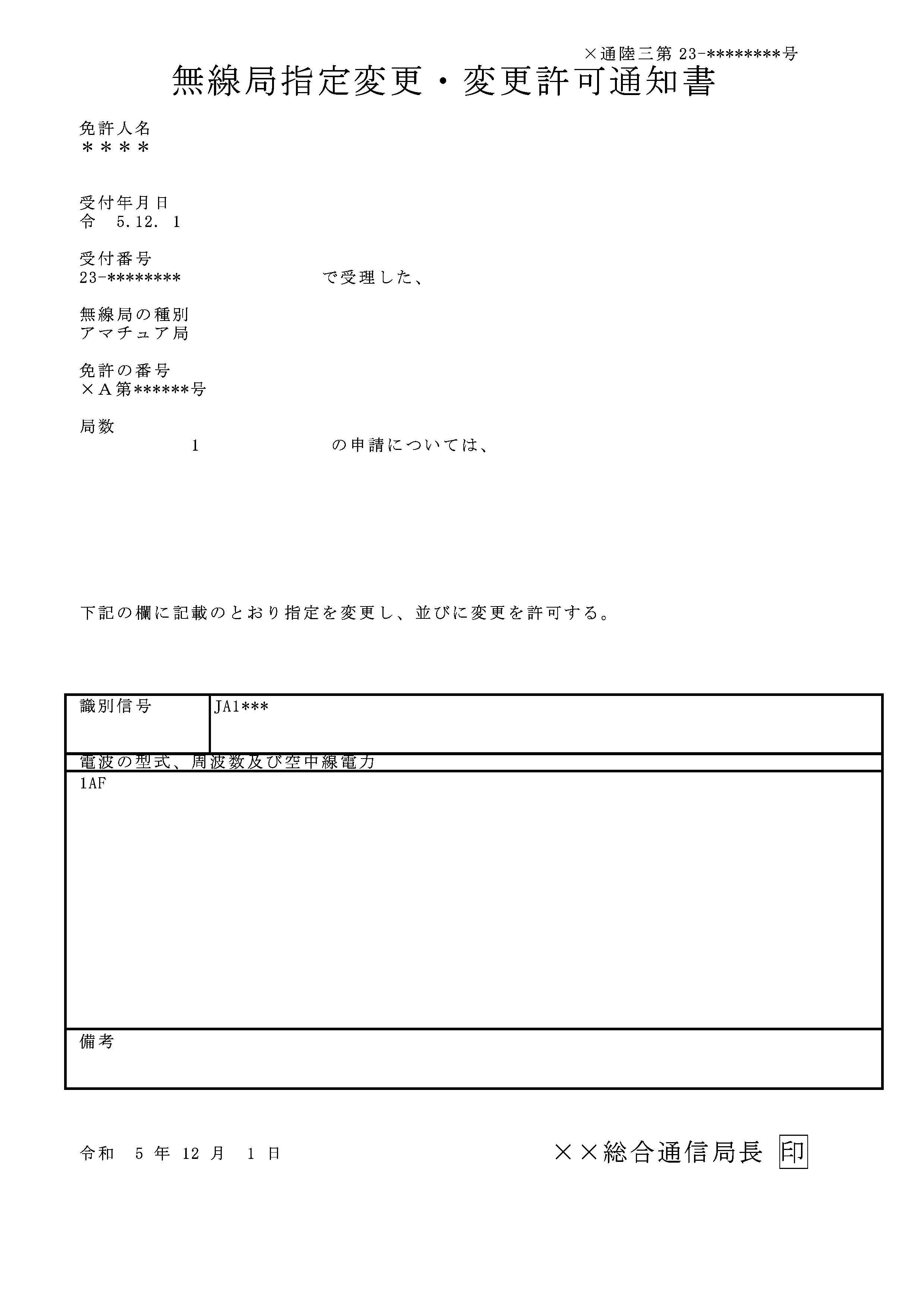
無線局指定変更・変更許可通知書(アマチュア局の例)

## 概要
無線設備の設置場所の変更や無線設備の変更は、あらかじめ許可を受けた（電波法第17条）後に工事を行い、工事の完了を届け出て変更検査を受けねばならない。
変更検査に合格した後でなければ変更に係る部分の運用はできない（電波法第18条第1項本文）。
ただし、軽微な変更については、変更後に遅滞無く届け出ればよい（電波法第17条第2項で準用する同法第9条第1項ただし書及び第2項、電波法施行規則第10条条第2項、同規則別表第1号の3）。
また、適合表示無線設備である無線設備を取り替える工事など一定の場合は変更検査を要さない（電波法第18条第1項ただし書き、電波法施行規則第10条の4、同規則別表第2号）。
変更検査は総合通信局（沖縄総合通信事務所を含む。）の職員が実施するのが原則であるが、登録検査等事業者等による点検を行い、点検実施報告書を提出することにより、検査の一部が省略されて書類の審査の方法のみによって検査が行われる（電波法第18条第2項、電波法施行規則第41条の6）。
変更検査の手数料は電波法関係手数料令第4条による。
なお、登録検査等事業者等の点検の手数料は電波法関係手数料令に規定されていない（事業者の任意）。

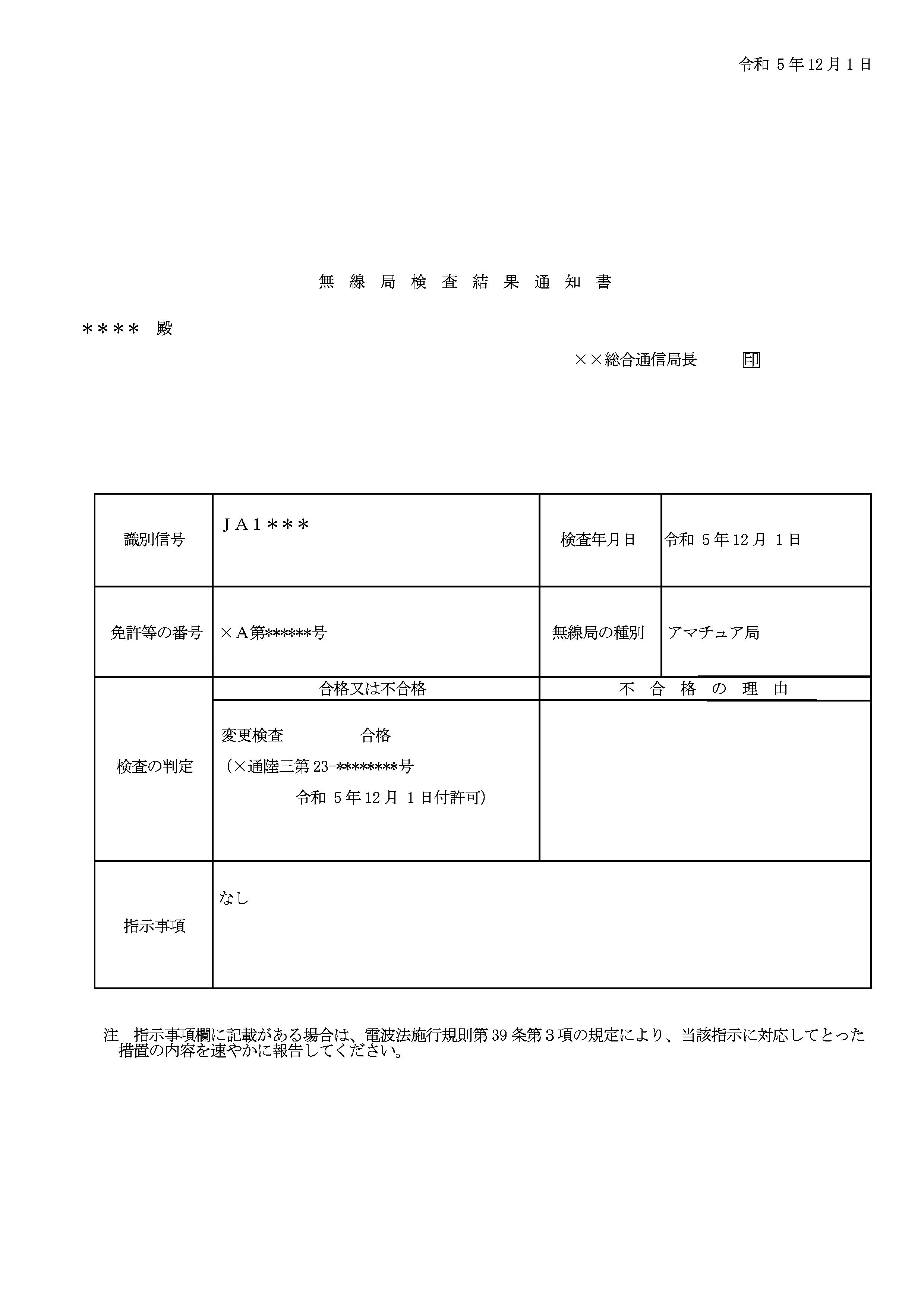
無線局検査結果通知書

検査結果は無線局検査結果通知書で通知される。無線局免許状の内容に変更がある場合は、合格であれば変更後の内容の無線局免許状が通知にあわせて交付される。